# Mary Fenton
Pour les articles homonymes, voir Fenton.
Ne doit pas être confondu avec Mary Fanton Roberts.
Mary Fenton, nom de scène Mehrbai, est la première actrice de théâtre gujarati (en), parsi (en) et ourdou d'origine européenne. Née vers 1854, elle est la fille de Mathew Fenton, un soldat irlandais de l'armée indienne britannique et de Jannette Fenton. Elle tombe amoureuse et épouse l'acteur-réalisateur parsi Kavasji Palanji Khatau (en). Il l'initie au métier d'actrice et elle mène une carrière théâtrale couronnée de succès.

## Biographie
Mary Fenton naît à Landour, près de Mussoorie, en Inde, de Jannette et Mathew Fenton, un soldat irlandais retraité de l'armée britannique des Indes. Elle est baptisée Mary Jane Fenton, mais il n'y a pas d'autres informations sur sa vie et son éducation. L'acteur et metteur en scène de théâtre parsi Kavasji Palanji Khatau répète sa pièce Inder Sabha (en), lorsque Mary Fenton vient réserver la salle pour son spectacle de lanterne magique. Elle admire son jeu, le rencontre, tombe amoureuse et finit par l'épouser,. Par la suite, elle adopte un nom parsi, Mehrbai,. Elle connaît déjà l'hindi et l'ourdou et, dans les années 1870, Khatau lui donne une formation complémentaire en chant et en art dramatique,.
Elle fait sensation au théâtre en raison de son talent et de sa relation avec Kavasji Palanji Khatau,,. Cependant, à la suite d'un différend entre Kavasji Palanji Khatau et le propriétaire de l'Empress Victoria Theatrical Company, Jahangir Pestonjee Khambatta, concernant l'entrée de Fenton au théâtre en 1878, Kavasji Palanji Khatau quitte Bombay pour Delhi et rejoint l'Alfred Theatre Company, propriété de Manek Master, qui s'oppose lui aussi à Mary Fenton. En conséquence, Kavasji Palanji Khatau crée sa propre compagnie Alfred en 1881, au sein de laquelle Mary Fenton connaît une longue et fructueuse carrière,.
Fenton et Khatau se séparent par la suite. Ils ont un fils, Jahangir Khatau,,.

## Carrière
Elle est la première actrice anglo-indienne du théâtre parsi, gujarati et ourdou, et devient populaire pour ses rôles d'héroïne parsi,. Elle joue dans Nazan Shirin (1881) de Nanabhai Ranina, Bholi Gul (d'après le roman anglais Lady Isabel - East Lynne d'Ellen Price) de Bamanji Kabra, Inder Sabha (en), l'opéra ourdou d'Agha Hasan Amanat (en), Khudadad (Le don de Dieu, 1898, d'après Périclès, prince de Tyr de William Shakespeare), Gamde ni Gori (Nymphe du village, 1890), Alauddin (1891), Tara Khurshid (1892), Kaliyug (1895), et la pièce sanskrite La Reconnaissance de Shâkountalâ de Kâlidâsa. Son rôle de Jogan dans Gopichand est très apprécié. Elle travaille ensuite avec la compagnie théâtrale de Framji Apu et changé plusieurs fois de troupe.
Mary Fenton serait décédée à l'âge de 42 ans, probablement en 1896. Elle est donc probablement née en 1854 et a rencontré Khatau en 1878. Son lancement dans le théâtre parsi ouvre la voie à un grand nombre d'actrices anglo-indiennes qui dominent les premières scènes, ainsi que les films de l'ère du cinéma muet de l'Inde.